# Armeense keuken

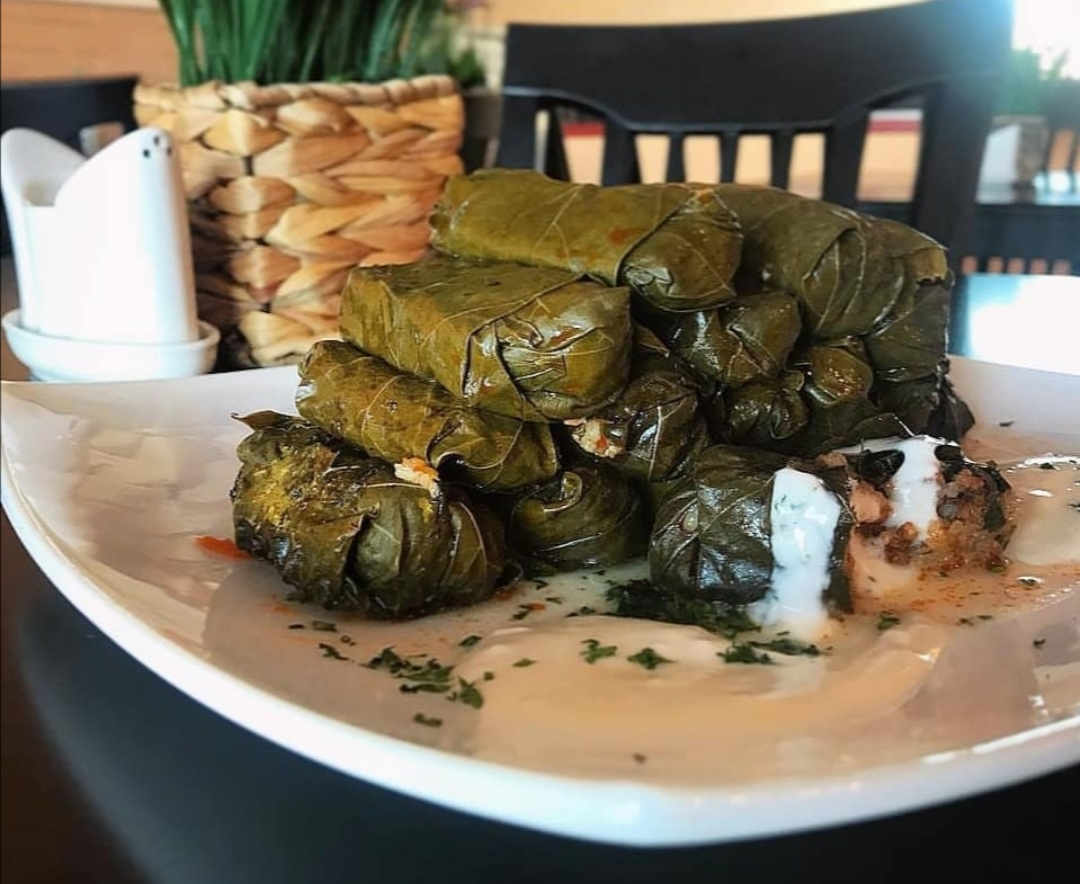
Dolma

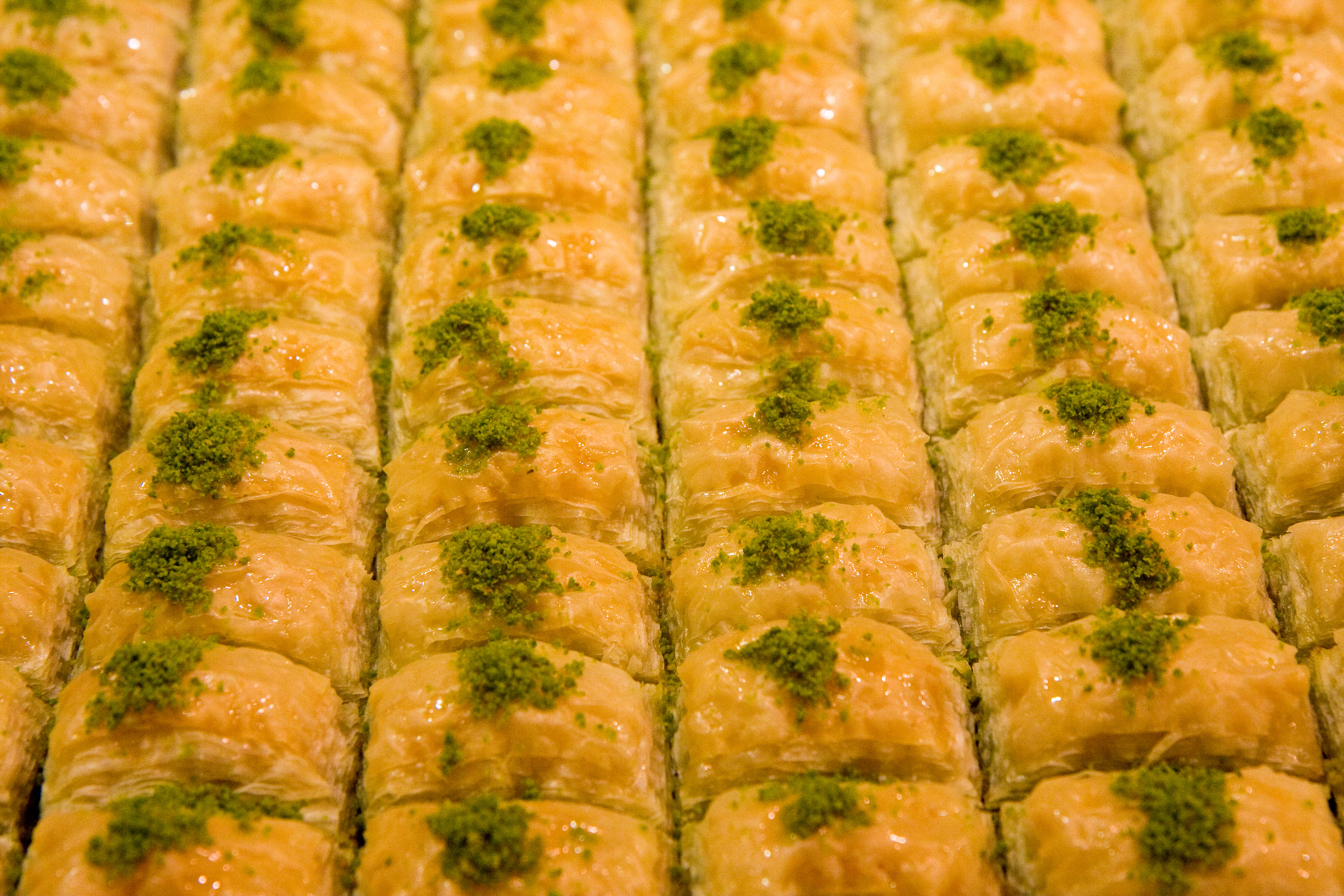
Baklava

De Armeense keuken weerspiegelt in zijn gerechten en kooktechnieken de geschiedenis en de geografie waar Armeniërs hebben geleefd, zowel als de invloeden van buitenaf. De traditionele keuken werkt ook met gewassen en dieren die gekweekt werden in de gebieden bevolkt door de Armeniërs.
De Armeense keuken behoort tot de keuken van het Midden-Oosten net zoals de Turkse keuken, de Perzische keuken en de Arabische keuken. Deze keukens zijn door de eeuwen heen wederzijds door elkaar beïnvloed.
Bij de bereiding van vlees-, vis- en groentegerechten wordt veel gebruikgemaakt van vullingen en pureren. Lamsvlees, aubergine, mayonaise, yoghurt en brood (lavash) zijn basisingrediënten van de Armeense keuken. Armeniërs gebruiken gebroken tarwe (bulgur) in plaats van de mais en rijst die populair zijn bij hun Kaukasische buren (Georgië en Azerbeidzjan).
De Armeense keuken maakt vooral gebruik van verse kruiden (en gedroogde kruiden in de winter), tarwe, kikkererwten, linzen, witte en bruine bonen. Veel gerechten bevatten noten (amandelnoten, walnoten, pistachenoten, pijnboompitten, hazelnoten).

Vers en gedroogd fruit is een belangrijk ingrediënt, ook als zuurstof. De belangrijkste: abrikoos (vers en gedroogd), kweepeer, meloen. Als zuurstoffen: sumakbes gedroogd of in poedervorm), zure druif en pruim (vers of gedroogd), granaatappel, zure kers en citroen. Men maakt gebruik van wijnbladeren, koolbladeren, snijbiet, radijsbladeren en aardbeibladeren om op te vullen.

## Kruiden

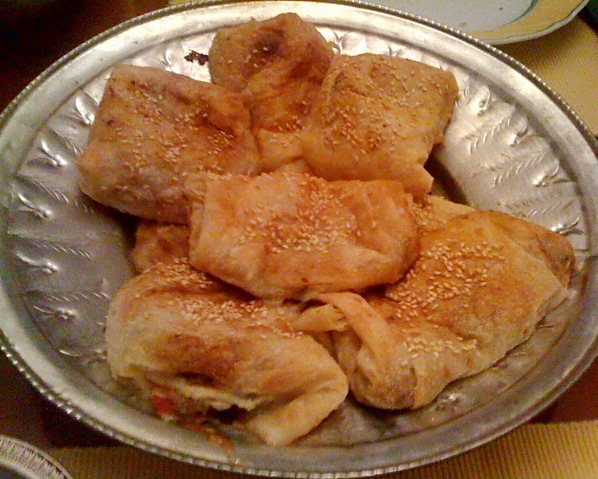
Byorek

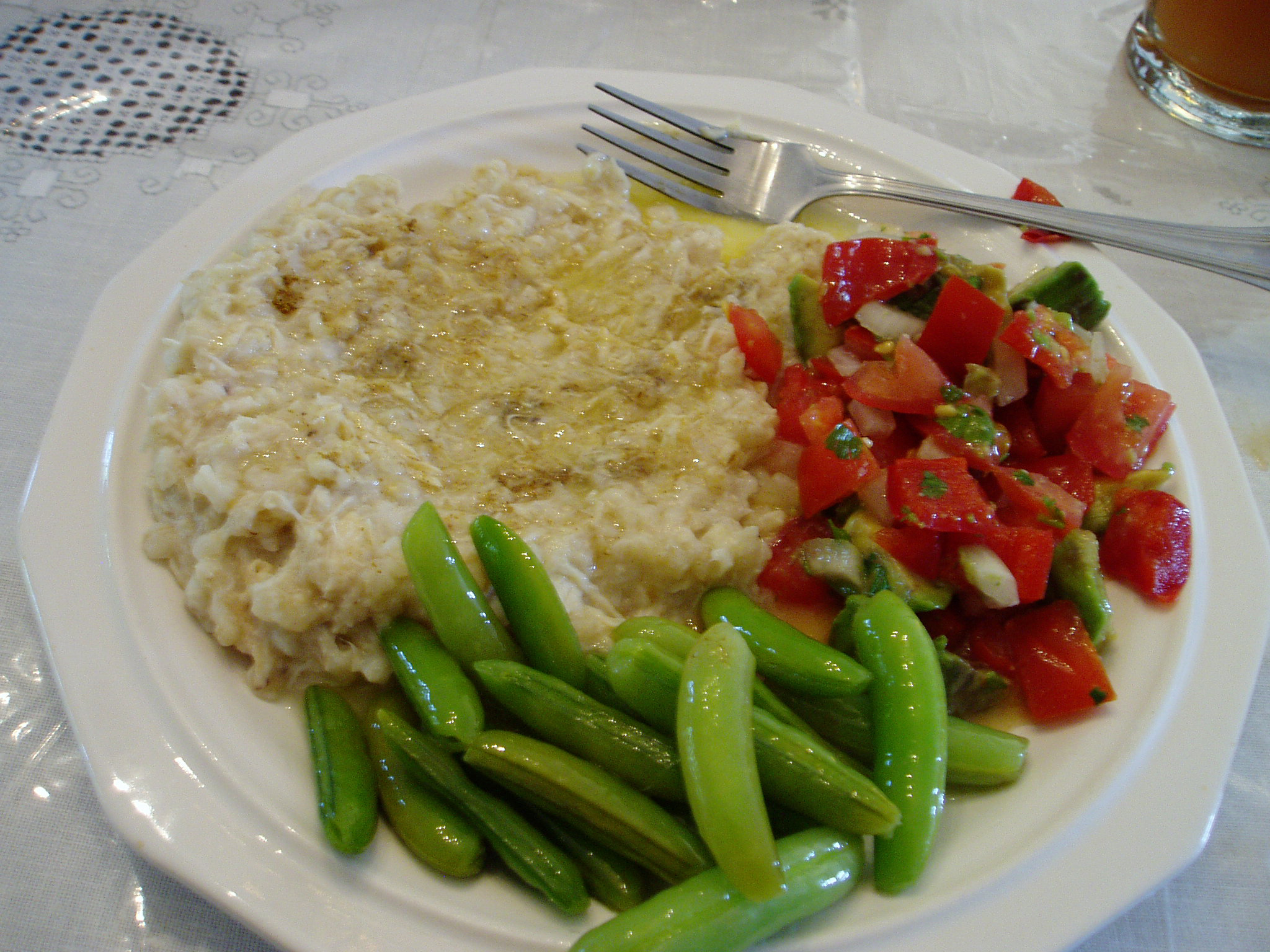
Harissa met groenten

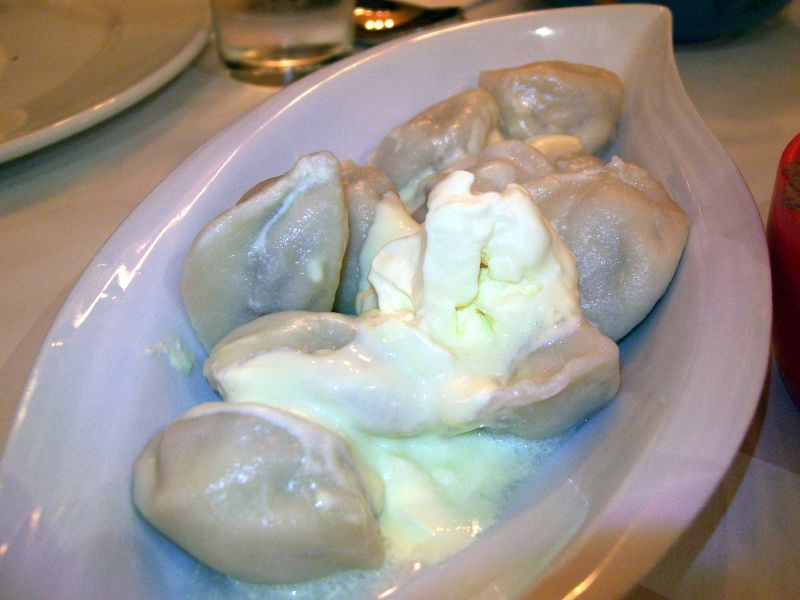
Manti met zure room, een essentieel bestanddeel van mantapour

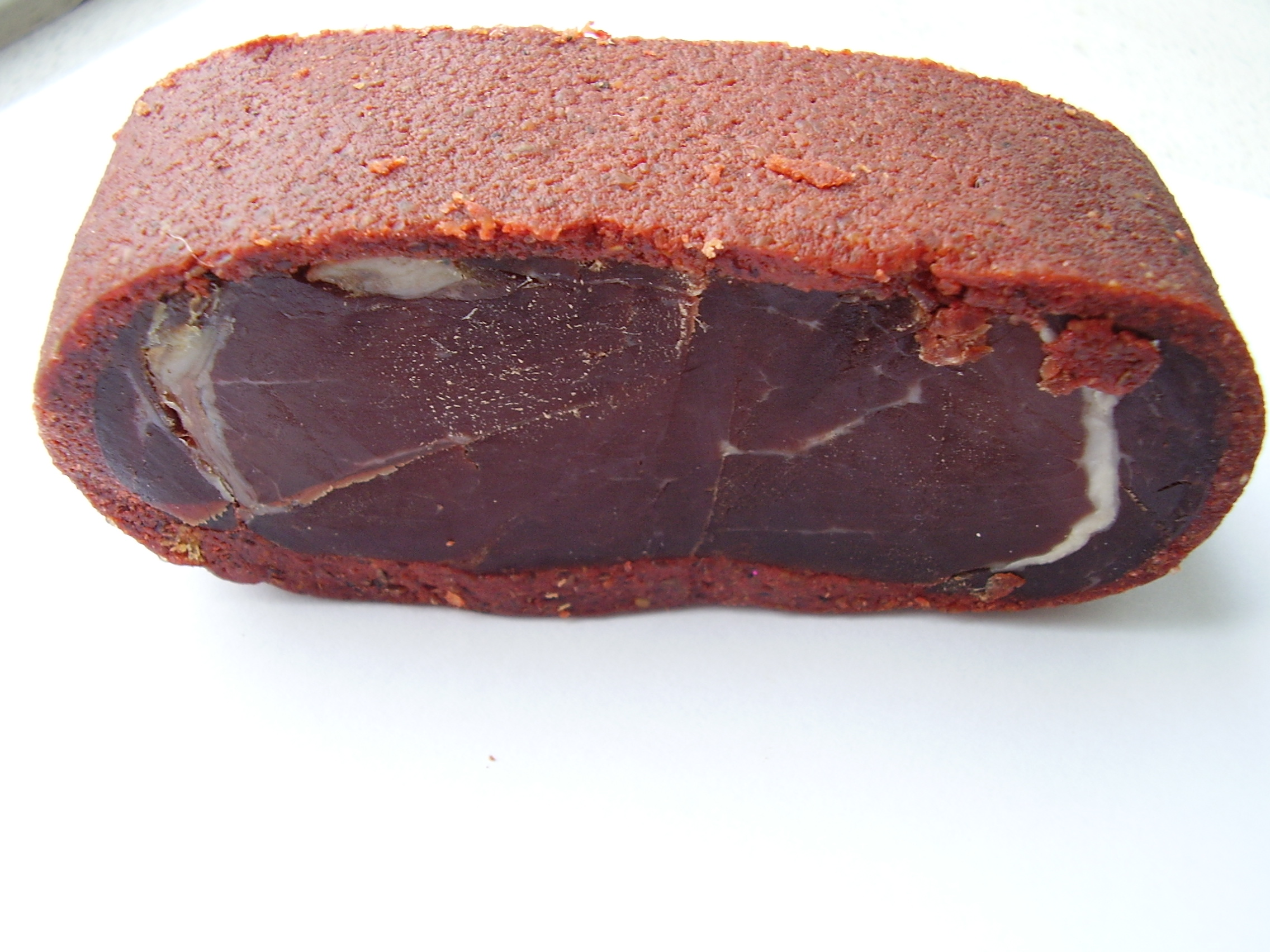
Basturma

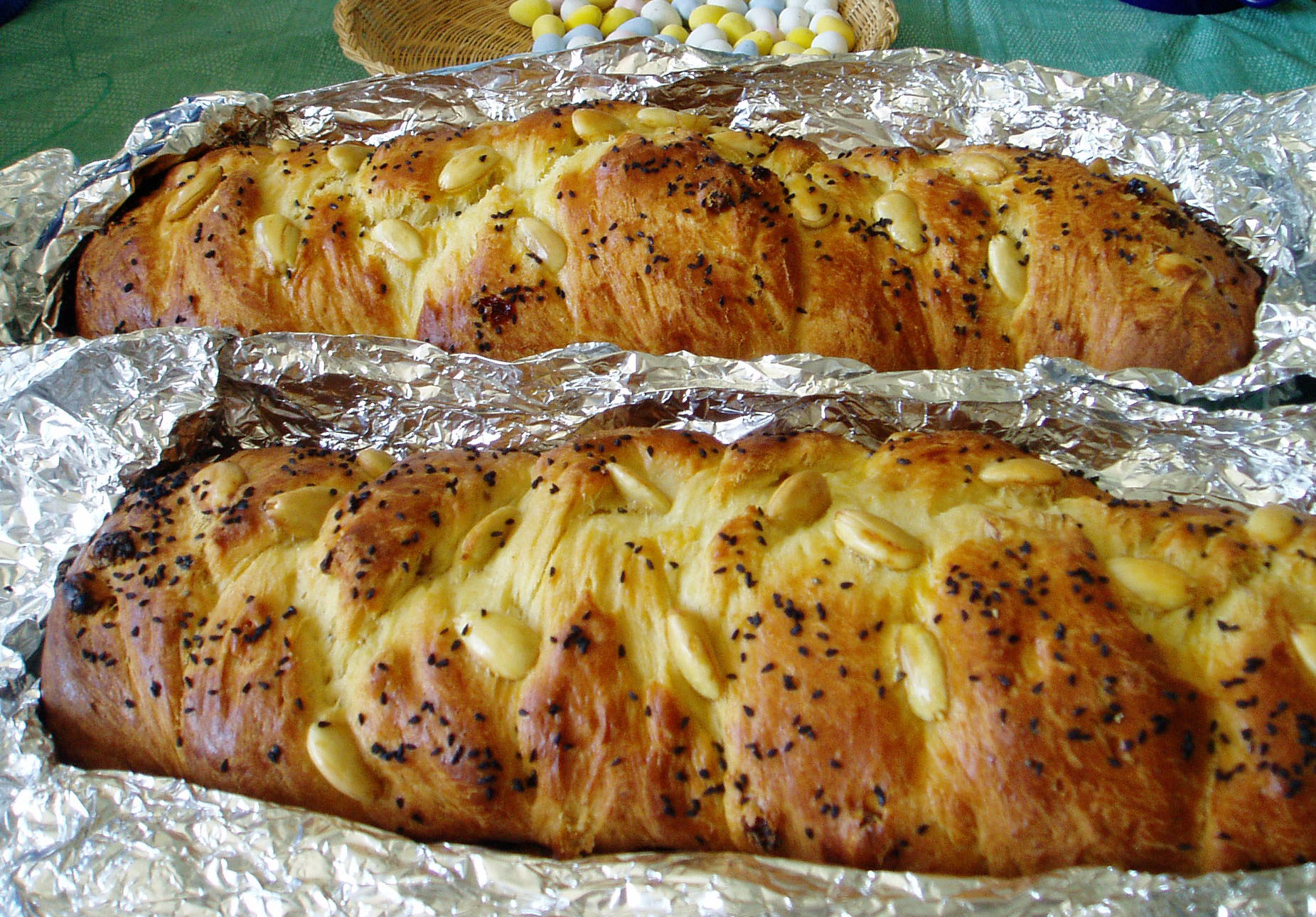
Choreg tijdens een Armeens Paasfeest

De Armeense keuken maakt spaarzaam gebruik van kruiden. De meest voorkomende kruiden zijn dille (oosten van Armenië), peterselie, Aleppopeper, munt (westen van Armenië) dragon, komijn, koriander, kaneel, sumak, rozenwater en mahlab. Basilicum en laurier wordt in sommige gerechten gebruikt en in regionale gerechten komen onbekendere kruiden zoals klaverzuring en jingyal voor.

## Typische gerechten
- Dzhash (Ճաշ), het alledaagse gerecht in Armenië, een waterige stoofpot bestaande uit vlees (of peulvruchten in de vegetarische versie), een groente en kruiden. Dit gerecht wordt meestal klaargemaakt in een tonir. Voorbeelden van een dzhash zijn:
  - Vlees en sperziebonen of erwtjes, met tomatensaus, knoflook en munt of verse dille.
  - Vlees en courgette, typische schotel uit Ainteb, met gedroogde munt, tomaten en citroensap.
  - Vlees en pompoen, een bruiloftsgerecht uit Kahramanmaraş, met kikkererwten, tomaat, paprika en specerijen.
  - Vlees en prei, in yoghurtsaus.
- Khorovats (խորուած) of shish kabob, Armeense fastfood, meestal geserveerd met ofwel rijst ofwel gebakken aardappelen, samen met de traditionele uiensaus (gesneden verse ui, kruiden en sumak).
- Harissa (հարիսա), een stoofpot van tarwe en vlees, bijzonder populair tijdens Pasen, Kerstmis en Nieuwjaar.

## Voorgerechten
Maaltijden beginnen in Armenië vaak met een reeks hapjes, apart geserveerd.
- Verschillende kazen, zoals Chechil (tel banir) en kazen van schapen- of koemelk, vergelijkbaar met de Georgische sulguni en tsjanach.
- Topik, een grote vegetarische "gehaktbal".
- Talrijke gevulde groenten (meestal vegetarisch)
- Groenten in het zuur: kool, komkommer, tomaten (rijp en onrijp), bloemkool, wortelen, druiven, knoflook, enz…
- Granen, kruiden en verse kruidensalades.
- Byorek (Armeens: բյորեկ), in het oosten van Armenië chatsjapoeri genoemd, zijn pasteien gemaakt van blader- of filodeeg en gevuld met kaas (panirov byorek, van het Armeense woord panir voor kaas) of spinazie (vergelijkbaar met spanakopita in de Griekse keuken). Ze zijn populair als fastfood en snack en worden vaak geserveerd als voorgerecht.
  - Semsek, uit de streek van Urfa, is een gebakken open byorek, met vlees (vergelijkbaar met een minipizza).
  - Een bijzondere "vasten-byorek" wordt gemaakt met spinazie en tahinsaus.
- Brood, meestal platte broden zoals lavash

## Salades
Sommige Armeense salades combineren granen en peulvruchten met tomaten, uien en verse kruiden. Mayonaise wordt gebruikt in op Westerse of Russische geïnspireerde salades. Enkele voorbeelden van Armeense salades:
- Eetch, salade van gebroken tarwe (bulgur), vergelijkbaar met taboulé uit het Midden-Oosten.
- Linzensalade, met linzen, tomaten, uien in een dressing van citroensap, olijfolie en gehakte peterselie. Deze salade bestaat in verschillende variaties, zo kunnen de linzen vervangen worden door kikkererwten, bruine bonen of aubergines.
- Jajukh, lijkt op een dipsaus of koude soep. In verschillende variaties, zoals komkommerjajukh, blokjes komkommer in een saus van knoflook en uitgelekte yoghurt en snijbietjajukh met geblancheerde, gehakte snijbiet in de yoghurt-knoflooksaus. Deze laatste salade wordt traditioneel geserveerd op de vooravond van Pasen. In de versie voor de vasten ("ajem jajukh") wordt de uitgelekte yoghurt vervangen door tahin, citroensap en een beetje tomatensaus.

## Hoofdgerechten
- Harissa (հարիսա), pap van grof gemalen tarwe met stukjes kip
- Fassoelia, een stoofpot met onder meer sperziebonen, lamsvlees en tomatenbouillon
- Ghapama (Armeens: ղափամա, ġap’ama) – stoofpot met pompoen
- Kchuch (Armeens: կճուճ, kč̣uč̣), een ovenschotel van gemengde groenten met stukken vlees of vis erbovenop, geserveerd in een aarden pot
- Tjvjik (Armeens: տժվժիկ, tžvžik), gebakken lever en nieren met uien
- Tolma of dolma (Armeens: տոլմա/դոլմա) Opgerolde druivenbladeren of opgerolde kool, met als vulling gehakt met rijst.
- Satsivi (Armeens:սացիվի, sac’ivi), gebraden kip in walnotensaus

## Gegrild vlees
Grillen op de barbecue is populair in Armenië en gegrild vlees komt voor in de hoofdgerechten en familiefeesten. Gegrild vlees (Khorovats; Armeens: խորոված) wordt ook vaak als fastfood aangeboden.

Typische khorovats zijn stukjes vlees op een spies (shaslik), alhoewel ook steaks en koteletten kunnen gegrild worden. Khorovats worden in Armenië vaak gegrild met het bot aan het vlees (lams- of varkenskarbonades). Buiten Armenië wordt veelal het bot eerst verwijderd (en krijgt dan de Turkse naam shish kebab). In Armenië zelf gaat de voorkeur naar varkensvlees (te wijten aan de Sovjetoverheersing), terwijl Armeniërs in het buitenland meestal de voorkeur geven aan kip, lams- of rundsvlees.

Gharsi khorovats (Armeens: Ղարսի խորոված) zijn reepjes gegrild vlees opgerold in lavash, vergelijkbaar met shoarma en döner kebab. De naam van dit gerecht verwijst naar Kars (Armeens: Ղարս, Կարս; Ghars), een stad die thans in het uiterste oosten van Turkije ligt, maar vele eeuwen tot Armenië behoorde.

## Vleesgerechten
- Basturma (Armeens:բաստուրմա) – sterk gekruid gedroogd rundsvlees
- Yershig (Armeens: երշիկ, eršik of սուջուխ, suǰux), een gekruide rundsworst, (sucuk genaamd in Turkije)
- Kofta (Armeens: քյուֆթա, k’yuft’a), verschillende soorten gehaktballen, zoals Hayastan kiufta, Kharpert kiufta (Porov kiufta), Ishli kiufta, enz...

## Visgerechten
- Sjchan (Armeens: իշխան, išxan), forel, gestoomd, gegrild op een spies, of gevuld en gebakken in de oven
- Sig (Armeens: սիգ), witte vis uit het Sevanmeer
- Karmrakhayt (alabalagh) (Armeens: կարմրախայտ, karmraxayt), een rivierforel
- Kogak (Armeens: կողակ), een inheemse karpersoort uit het Sevanmeer, ook wel Sevan khramulya genoemd

## Zuivelproducten
- Labneh, gestremde dikke yoghurt gemaakt van schapen-, koeien- of geitenmelk, vaak geserveerd in mezze met olijfolie en kruiden.
- Matsoen (Armeens: մածուն), yoghurt
- Tahn (Armeens: թան, t'an), een zure melkdrank bereid door verdunning van yoghurt met koud water, vergelijkbaar met ayran.
- Ttvaser (Armeens: թթվասեր, t't'vaser), zure room, ook bekend onder de uit het Russisch afgeleide naam smetan.

## Soepen
- Arganak (Armeens: արգանակ), kippensoep met balletjes, voor het opdienen gegarneerd met losgeklopt eigeel, citroensap en peterselie
- Blghourapour (Armeens: բլղուրապուր, blġurapur), een zoete soep gemaakt van gepelde tarwe gekookt in druivensap, warm of koud geserveerd
- Bozbash (Armeens: բոզբաշ, bozbaš), een soep met schaaps- of lamsvlees en verschillende groenten en fruit
- Brndzapour (Armeens: բրնձապուր, brnjapur), rijst- en aardappelsoep, gegarneerd met koriander
- Dzavarapour (Armeens: ձավարապուր, javarapur), met gepelde tarwe, aardappelen en tomatenpuree, waarbij net voor het opdienen, met water verdund eigeel wordt doorheen geroerd
- Flol, soep met rundvlees en grof gehakte spinaziebladeren, met kleine deegbolletjes gemaakt van havermout of tarwemeel
- Ghash (Armeens: Խաշ) is een soepgerecht van gekookte delen van een rund of schaap, waaronder de kop, de poten en de maag (pens). Het wordt meestal 's ochtends vroeg gegeten tijdens het winterseizoen en wordt geserveerd met knoflook, radijs en lavash(brood).
- Katnapour (Armeens: կաթնապուր, kat’napur), een rijstsoep op basis van melk en aangezoet met suiker
- Katnov (Armeens: կաթնով, kat’nov), een rijstsoep op basis van melk, met kaneel en suiker
- Kololik (Armeens: կոլոլիկ), soep gekookt van schapenvleesbotten, met gehaktknoedels gevuld met schapenvlees, rijst en een garnering van verse dragon. Een losgeklopt ei wordt door de soep geroerd net voor het serveren
- Krchik, zuurkoolsoep met gepelde tarwe, aardappelen en tomatenpuree
- Mantapour (Armeens: մանթապուր, mantʿapur) – rundvleessoep met manti, deze dumplings worden meestal geserveerd met yoghurt of zure room (ttvaser), vergezeld van heldere soep
- Matsnaprtosh (Armeens: մածնաբրդոշ, maçnabrdoš), gelijkend op de Russische okrosjka, met zure geklopte melk verdund met koud water en met minder groenten dan okrosjka. De soep wordt koud geserveerd
- Putuk (Armeens: պուտուկ), schapenvlees in stukken gesneden, gedroogde erwten, aardappelen, prei en tomatenpuree
- Sarnapour (Armeens: սառնապուր, saṙnapur), erwtensoep met rijst, bieten en yoghurt
- Snkapur (Armeens: սնկապուր), champignonsoep
- Tarkhana (Armeens: թարխանա, t’arxana), meel- en yoghurtsoep
- Vospapour (Armeens: ոսպապուր, ospapur), linzensoep met gedroogde vruchten en gemalen walnoten
- Pekhapour (mustache soup) kikkererwten, gepelde tarwe, linzen, in een vegetarische bouillon met verse dragon. Deze soep is afkomstig uit Aintab

## Brood
- Lavash (Armeens: լավաշ, lavaš), het belangrijkste brood in de Armeense keuken
- Matnakash (Armeens: մատնաքաշ, matnak’aš), zacht en gerezen zuurdesembrood, gemaakt van tarwemeel en ovaal of rond gevormd, de karakteristieke gouden of goudbruine korst ontstaat door het insmeren van de broden met gezoete thee voor het bakken
- Paghach – brood met geschilferde lagen
- Choereg (of choreg), rollen in elkaar gevlochten brood, ook een traditioneel brood voor Pasen
- Zhingyalov hac (Armeens: Ժինգյալով հաց), niet meteen een brood dat men als dagelijkse kost zal eten. Het is een Armeens gerecht dat wordt gemaakt met deeg, gedroogde veenbessen, granaatappel, melasse en gevuld met spinazie, koriander, peterselie, basilicum, sjalotten, dille en munt. Men kan combineren met andere groenten. Het brood wordt opgevouwen als een calzone.
- Barbari (Bahrbahree), een plat brood, gegarneerd met een laag geroosterde sesamzaadjes.

## Nagerechten
- Alani (Armeens: ալանի, alani), ontpitte gedroogde perziken gevuld met gemalen walnoten en suiker
- Kadaif (ghataif) versnipperd deeg met room, gevuld met kaas of gehakte noten, gedrenkt in suikersiroop
- Anoushabour (Armeens: անուշապուր, anušapur), pudding van gedroogde vruchten gestoofd met gerst, gegarneerd met gehakte amandelen of walnoten (traditioneel Kerstmisgerecht)
- Bastegh of pastegh (Armeens: պաստեղ, pasteġ), huisbereid gedroogd fruit
- Pakhlava of baklava (Armeens: փախլավա) laagjes filodeeg gevuld met voornamelijk walnoten.
- T'tu lavash (Armeens: թթու լավաշ, t’t’u lavaš), dun opgerolde plakken gemaakt van zure pruimen
- Ekler, zoet broodje gevuld met room, vergelijkbaar met een eclair

## Rituele gerechten
- Nshkhar (Armeens: նշխար, nšxar), brood voor de Heilige Communie
- Mas (Armeens: մաս), betekent letterlijk "stuk", een stuk overgebleven brood na het maken van Nshkhar, gegeven aan gelovigen na de kerkdienst
- Matagh (Armeens: մատաղ, mataġ), offervlees, kan van elk dier zijn, zoals geit, lam of zelfs vogel

## Dranken
- Armeense koffie (Armeens: սուրճ), zwarte koffie, fijngemalen, soms zoet
- Kefir (Armeens: կեֆիր), gefermenteerd melkdrank
- Kvas (Armeens: կվաս), gefermenteerde drank op basis van water, roggemeel en mout,
- Tahn (Armeens: թան), yoghurtdrank
- Jermuk (Armeens: Ջերմուկ), mineraalwater uit de regio Jermuk
- Hayq Sari, mineraalwater uit de regio Jermuk
- Tarkhun soda (Armeens: թար, t’arxun), frisdrank

### Alcoholische dranken
- Bier (Armeens: գարեջուր, gareǰur), populaire merken zijn Kotayk, Erebuni, Kilikia en Gyumri
- Armeense brandewijn (Armeens: կոնյակ, konyak), populaire merken: Ararat en Dvin
- Oghi (Armeens: օղի, òġi), Armeense wodka, gedistilleerd van fruit of bessen
- Moerbeiwodka (Armeens: թութ, t’t’i araġ), een traditionele wodka gedistilleerd uit de moerbei, een bes die overal groeit in Armenië en voornamelijk in de hooglanden en Artsach.
- Granaatappelwijn (Armeens: նուռ, nṙan gini), zoete en halfzoete fruitwijn gemaakt van granaatappelsap
- Abrikozenwijn, fruitwijn gemaakt van abrikozensap
- Areni, rode wijnen gemaakt van de Armeense Arenidruif (Vayots Dzor regio).De meeste Areniwijnen zijn droog, behalve Vernashen (halfzoet)
- Ljevan, een droge witte wijn uit de Tavush regio  (Lalvaridruif). Halfzoete rode Ijevan wordt gemaakt van de Kakhetdruif in Tavush, terwijl de droge rode Ijevan is gemaakt van Arenidruiven.

## Verwante keukens
- Azerbeidzjaanse keuken
- Georgische keuken
- Perzische keuken
- Turkse keuken